# Средняя (река, впадает в Берингово море)
Средняя — река на северо-востоке полуострова Камчатка.
Длина реки — 16 км. Протекает по территории Карагинского района Камчатского края.
Впадает в Укинский лиман Укинской губы в проливе Литке.

## Данные водного реестра
По данным государственного водного реестра России относится к Анадыро-Колымскому бассейновому округу.
Код объекта в государственном водном реестре — 19060000312120000010376.